# 上海大学学报
《上海大学学报》创刊于1995年，是中国大陆的学术类双月刊，上海市教育委员会主管，上海大学主办。
《上海大学学报(自然科学版)》在2018年被中华人民共和国国家新闻出版广电总局新闻报刊司评为2017年全国“百强报刊”。